# Diamond Cut Diamond
Pour plus de détails, voir Fiche technique et Distribution.
Diamond Cut Diamond est un film britannique de Fred Niblo et Maurice Elvey, sorti en 1932.

## Fiche technique
- Titre : Diamond Cut Diamond
- Réalisation : Fred Niblo et Maurice Elvey
- Scénario : Viscount Castlerosse
- Pays d'origine : Royaume-Uni
- Format : Noir et blanc - 1,37:1
- Genre : comédie
- Durée : 71 minutes
- Date de sortie : 1932

## Distribution
- Adolphe Menjou : Dan McQueen
- Claud Allister : Joe Fragson
- Benita Hume : Marda Blackett
- Kenneth Kove (en) : Reggie Dean
- Desmond Jeans (en) : Blackett
- Toni Edgar-Bruce (en) : Miss Loftus
- Shayle Gardner (en) : Spellman